# Горский, Александр Васильевич
Александр Васильевич Горский (16 [28] августа 1812, Кострома — 11 [23] октября 1875, Сергиев Посад, Московская губерния) — протоиерей Русской православной церкви, русский церковный историк и богослов, ректор Московской духовной академии (1862—1875).

## Биография
Родился 16 (28) августа 1812 года в Костроме в семье профессора российской словесности и красноречия Костромской духовной семинарии, ставшего потом священником, кафедральным протоиереем в Успенском соборе Костромы. Мать также была из священнической семьи — дочь костромского протопопа. Его младший брат — Владимир Васильевич Горский (1819—1847).
Окончил Костромское духовное училище (1824); затем учился в Костромской духовной семинарии, из которой до окончания им полного курса, в июле 1828 года был переведён ревизором Афанасием (Дроздовым) в Московскую духовную академию (МДА), которую в 1832 году окончил 3-м магистром. По ходатайству Ф. А. Голубинского был назначен профессором Московской духовной семинарии по классу церковной и гражданской истории, а 19 августа 1833 года был переведён на кафедру церковной истории МДА — на должность бакалавра. Одновременно с 1834 года он состоял помощником библиотекаря (библиотекарь — с 11 октября 1842 по 1862 годы). С января 1837 года — экстраординарный профессор МДА, с сентября 1839 года — ординарный профессор. Стал одним из основателей и постоянных авторов созданного в 1842 году при МДА журнала «Прибавления к Творениям святых отцов в русском переводе».
В 1860 году митрополит Филарет (Дроздов) написал трактат о примерах целибатных рукоположений, которые были в Древней церкви и в позднейшей церковной истории. Этот трактат был подан им как докладная записка в Святейший правительствующий синод, сопровождающая прошение о рукоположении Горского в целибате и о назначении его ректором МДА. В том же году, 24 марта в Чудовом мужском монастыре А. В. Горский был рукоположён во диакона, 27 марта в Успенском соборе — во иерея (целибатом, вопреки общепринятой практике Русской Православной церкви). Так в Русской церкви с Горского началась практика целибатного священства. В том же году был возведён в сан протоиерея, но своего прихода не имел и был приписан к Архангельскому собору.
В октябре 1862 года был назначен ректором МДА и стал читать вместо церковной истории догматическое богословие; в феврале 1864 года получил степень доктора богословия. В 1866 году был признан Советом Санкт-Петербургского университета доктором русской истории honoris causa.
Современников удивляла образованность Горского, осведомлённость в разных областях знаний, но особенно в богословии; его называли «исполином знания» и «великаном русской науки». Митрополит Филарет (Дроздов), зорко следя за академической жизнью и мыслью, будучи богословом-догматистом, не сочувствовал церковно-исторической постановке богословского образования, представителем которого был Горский, который применял метод сравнительного параллельного изучения истории Русской и Константинопольской церквей. Он считал, что церковная история как наука подлежит общим историческим законам, призвана собирать факты и находить связь между ними и должна пользоваться только достоверными источниками. Изучая церковную историографию, он выделял труды немецких церковных историков, особенно А. Неандера.
А. В. Горский оставил сравнительно мало печатных трудов; притом большая часть их написана «по поручениям». Так, по поручению митрополита Филарета Горский в 1849 году предпринял вместе с Невоструевым составление «Описания славянских рукописей Московской синодальной библиотеки». Горскому принадлежала роль руководителя, цензора и редактора; некоторые важные отделы были написаны самим Горским. Было напечатано пять томов этого труда (I-V, 1855–1869); шестой, совершенно готовый, был выпущен только в 1917 году. За этот труд авторы стали первыми лауреатами Ломоносовской премии (1867). Составителями был сделан целый ряд открытий в области не только древней славяно-русской, но и греческой, древнехристианской литературы».
Примечательна характеристика Горского как источниковеда, данная Г. Флоровским:

Это не только описание рукописей в собственном смысле слова, это сразу и обоснованная оценка или характеристика памятников и их значения, как исторических источников. В том и был замысел митр. Филарета относительно Синодального книгохранилища, чтобы ввести весь этот новый рукописный материал в научный оборот сразу же с надлежащим толкованием. Потому и хотел он это поручить “своему,” и не любил вмешательства чужих, как Погодин или Ундольский. Горский выполнил задачу образцово. В том именно длящаяся ценность его работы, что вместо внешнего описания он дал исследование. В особенности это относится к описанию библейских рукописей; до сих пор оно сохраняет всю важность, как опыт по истории славянского текста Библии. Этот именно том и вызвал нарекания. Цензура затруднялась пропустить его. Рассматривал книгу Иоанн Соколов, тогда ещё архимандрит. Он нашёл здесь укоризну нашей Церкви, – “не имела Слова Божия в чистом целостном виде, а принимала и читала его в виде поврежденном”, до времен Геннадия. Иоанна смущало, что нет ни одного списка “точно” по Семидесяти, его смущали и подробности о Геннадиевом своде, образ Вениамина-доминиканца. Не лучше ли опустить весь комментарий, всю учёно-критическую часть? С согласия Филарета, Горский составил “апологию” против отзыва цензора, защищая свободу исторической критики документов в её собственной области. В этих вопросах у него не было колебаний— Флоровский Г. Пути русского богословия. — Минск: Изд-во Белорусского экзархата, 2006. — С. 362, 363
Горский применил исторический метод и к преподаванию догматики. Он сравнивал догмат со звездой, которая неопытному и невооруженному глазу кажется светящейся точкой, но используя для наблюдения её приспособления, осознаёт огромность точки, различает в ней особенности, познаёт её отношение к другим звёздам. При этом он указывал на определённое влияние индивидуальных качеств Святых отцов на учение Церкви.
Труды Горского отличаются полнотой материала, объективностью построений, осторожностью в выводах, сжатостью, точностью и простотой стиля. Лекции Горского отличались новизной материала и строгостью метода. Его курс «История евангельская и церкви апостольской» был издан дважды.
К Горскому обращались за указаниями и советами такие учёные, как Михаил Погодин, Измаил Срезневский, Михаил Сухомлинов, Осип Бодянский; другие работали при помощи Горского: Александр Муравьёв, Савва, впоследствии Тверской, граф Михаил Толстой, Филарет Гумилевский.
В 1850 году А. В. Горский был избран членом-корреспондентом Московского археологического общества, в 1856 году — Петербургской академии наук, в 1871 году — Югославянской Академии наук и искусств в Загребе, в 1858 году — членом Общества любителей российской словесности, в 1863 году — Общества любителей духовного просвещения, в 1864 году — почётным членом Общества истории и древностей российских; 1 октября 1864 года он был избран почётным доктором истории Московского университета, в 1867 году — Санкт-Петербургского университета. С 1865 года — почётный член Киевской духовной академии, с 1872 года — Казанской духовной академии и Петра митрополита братства. Был награждён орденами, до ордена Св. Анны 1-й степени (1872).
Скончался 11 (23) октября 1875 года от болезни сердца. Похоронен в Троице-Сергиевой лавре на академическом кладбище.

## Сочинения
Главнейшие труды Горского, кроме вышеупомянутых:
I. По истории древней церкви:
- «Образование канона священных книг Нового Завета» («Прибавл. к Творениям св. отцов», кн. 24);
- «Жизнь св. Афанасия Александрийского» (ib., кн. 10);
- «Жизнь св. Василия Великого» (ib., кн. 3);
- блаж. Феодорита, епископа Кирского» (ib., кн. 14);
- «О сане епископском в отношении к монашеству в церкви восточной» (ib., кн. 21).

II. По истории русской церкви:
- а) издания памятников — «Памятники духовной литературы времен вел. кн. Ярослава I» (ib., кн. 2);
- «Послание к Василию, архимандриту печерскому XII в.» (ib., кн. 10);
- «О древних канонах св. Кириллу и Мефодию» (ib., кн. 15);
- «О древних словах на св. Четыредесятницу» (ib., кн. 17);
- б) исследования — «Историческое описание Свято-Троицкой Сергиевой лавры» (отд. кн., много раз изданной);
- «О св. Кирилле и Мефодии» («Москвитянин». — 1843. — Ч. III. — № 6); переиздание под названием «Житие св. Кирилла и Мефодия» (Кирилло-Мефодиевский сборник. — М., 1865. — С. 1—42)
- «О сношениях русской церкви со святогорскими обителями до 18 векXVIII стол.» («Прибавления к Твор. св. отцов», кн. 6);
- «О духовных училищах в Москве в XVII веке» (ib., кн. 3).

Ряд биографий митрополитов русских: Кирилла II, св. Петра, св. Алексия, Киприана, Фотия, св. Ионы, Феодосия и Филиппа I, Петра Могилы в «Прибавл. к Творен. св. отцов» (кн. 1, 2, 6, 11, 4 и 16).
III. Поучения и речи, изданные в «Прибавлениях» и в «Богословском Вестнике». Подробный перечень всех трудов Горского см. в «Истории Московской духовной академии», С.К. Смирнова, стр. 124-127.